# 滨海栋皮埃尔
滨海栋皮埃尔（法語：Dompierre-sur-Mer，法語發音：[dɔ̃pjɛʁ syʁ mɛʁ]）是法国滨海夏朗德省的一个市镇，位于该省西北部，属于拉罗谢尔区。

## 地名
尽管市镇中带有“滨海”（sur-Mer）这一后缀，但事实上滨海栋皮埃尔并无海岸线。

## 地理
滨海栋皮埃尔（46°11'16"N, 1°3'54"W）面积18.35 平方千米，位于法国新阿基坦大区滨海夏朗德省，该省份为法国西部滨海省份，北起旺代省，西临大西洋，南至吉倫特省，东南接多爾多涅省，东北接德塞夫勒省接壤，东临夏朗德省。
与滨海栋皮埃尔接壤的市镇（或旧市镇、城区）包括：布尔讷夫、佩里尼、皮爾博羅、圣苏勒、圣桑德尔。
滨海栋皮埃尔的时区为UTC+01:00、UTC+02:00（夏令时）。

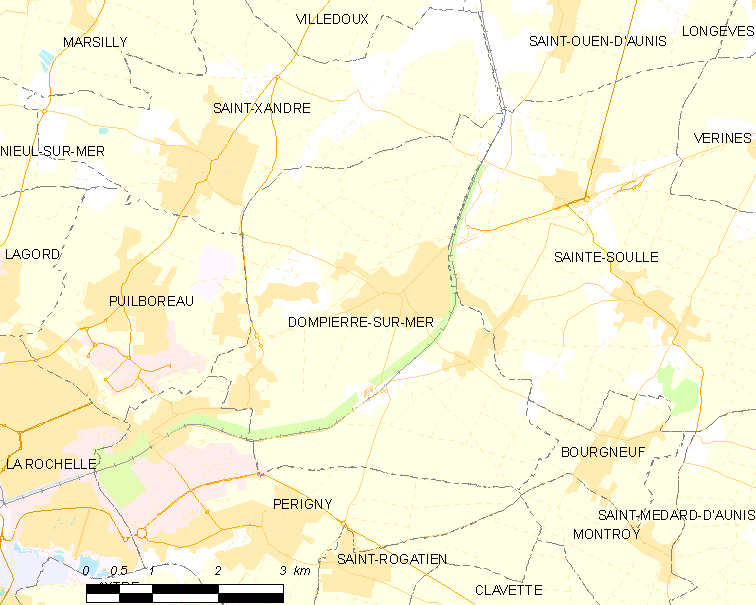
滨海栋皮埃尔的OSM定位图

## 行政
滨海栋皮埃尔的邮政编码为17139，INSEE市镇编码为17142。

## 政治
滨海栋皮埃尔所属的省级选区为艾特雷县。

## 人口

1962-2008年间滨海栋皮埃尔人口变化图示

滨海栋皮埃尔于2022年1月1日时的人口数量为6084人。